# Amtsgericht Lüchow

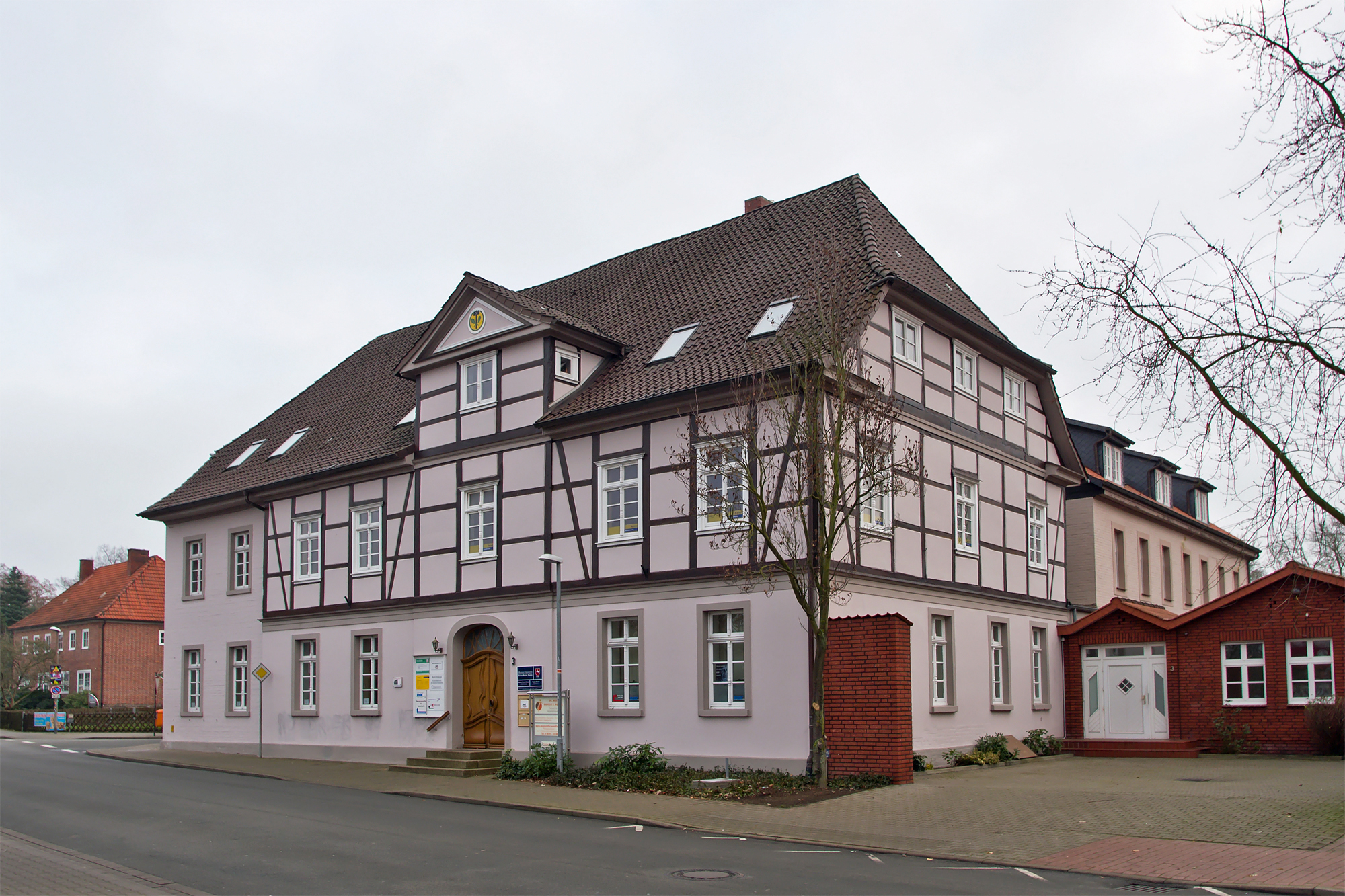
Ehemaliges Amtsgericht Lüchow,
Theodor-Körner-Str. 3

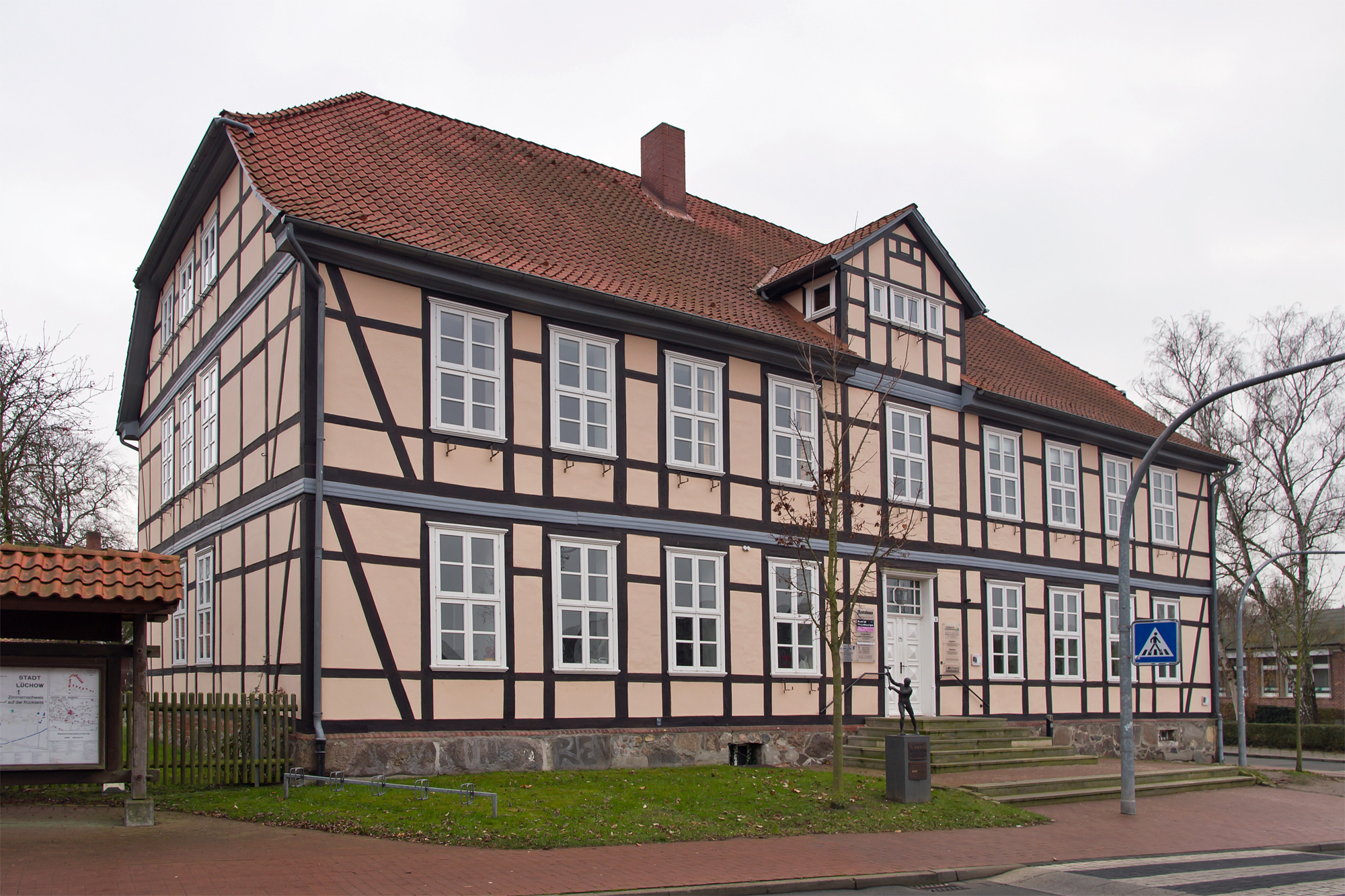
Benachbartes Amtshaus,
Theodor-Körner-Str. 4

Das Amtsgericht Lüchow war ein Gericht der ordentlichen Gerichtsbarkeit in Lüchow (Wendland).

## Geschichte
Nach der Revolution von 1848 wurde im Königreich Hannover die Rechtsprechung von der Verwaltung getrennt und die Patrimonialgerichtsbarkeit abgeschafft. Das Amtsgericht wurde daraufhin mit der Verordnung vom 7. August 1852 die Bildung der Amtsgerichte und unteren Verwaltungsbehörden betreffend als königlich hannoversches Amtsgericht gegründet. Es umfasste das Amt Lüchow, das Amt Clenze und die Stadt Lüchow. Das Amtsgericht war dem Obergericht Dannenberg untergeordnet. Mit der Annexion Hannovers durch Preußen wurde es 1866 zu einem preußischen Amtsgericht in der Provinz Hannover.
Mit den Reichsjustizgesetzen wurde 1879 die Gerichtsorganisation reichsweit einheitlich geregelt. Das Amtsgericht Lüchow blieb bestehen. Der Amtsgerichtsbezirk umfasste den Stadtbezirk Lüchow und das Amt Lüchow. Das Amtsgericht Lüchow war eines von 12 Amtsgerichten im Bezirk des Landgerichtes Lüneburg im Gebiet des Oberlandesgerichtes Celle. Das Gericht hatte damals drei Richterstellen und war ein großes Amtsgericht im Landgerichtsbezirk. Das Amtsgericht Lüchow war Elbzollgericht.
Das Gericht wurde 1974 aufgelöst. Zuständig ist heute das Amtsgericht Dannenberg (Elbe).

## Gerichtsgebäude
Sitz des Gerichtes war das Amtsgebäude in der Theodor-Körner-Straße 3. In dem Haus war in den 1980er Jahren die Schutzpolizeiinspektion Lüchow mit dem Schwerpunkt „Gorleben“ untergebracht. Eine polizeiliche Sonderorganisation, die sich nur mit Straftaten mit einem Gorlebenbezug beschäftigte.
Das Nachbargebäude war Sitz des Landrats, wird heute noch Amtshaus genannt und steht unter Denkmalschutz (siehe Liste der Baudenkmale in Lüchow (Wendland)). Es wurde zeitweise auch vom Amtsgericht genutzt und wird heute es als Einwohnermelde- und Standesamt von der Samtgemeinde Lüchow genutzt.

## Richter
- Theodor Carl Wilhelm Philipp Braun (1865–1867)[7]